# Iván Cherniajovski
Iván Danílovich Cherniajovski (en ruso: Ива́н Дани́лович Черняхо́вский; Oksanino, Imperio ruso 16 de juniojul./ 29 de junio de 1907greg. - Mehlsack, Prusia Oriental, Alemania nazi, 18 de febrero de 1945) fue el general soviético más joven de la historia. Por su liderazgo durante la Segunda Guerra Mundial, recibió el título de Héroe de la Unión Soviética dos veces. Murió a causa de las heridas recibidas en las afueras de Königsberg a los 37 años mientras estaba al mando del Tercer Frente Bielorruso.

## Biografía

### Infancia y juventud
Iván Cherniajovski nació el 29 de junio de 1907 en la pequeña localidad rural de Oksanino en la Gobernación de Kiev en lo que en esa época era el Imperio ruso (actualmente el raión de Uman del óblast de Cherkasy en Ucrania) en la familia de un trabajador ferroviario de origen ucraniano.
En 1914, su padre fue reclutado por el Ejército Imperial Ruso, en 1915 fue gravemente herido durante la Primera Guerra Mundial. Después de ser  desmovilizadó, su padre se instaló en el pueblo de Verbovo, provincia de Podolsk, ahora Verbovaya, distrito de Tomashpolsky, donde trabajó como cochero y ama de llaves para un terrateniente y llevó a su familia allí. Durante la Guerra Civil en abril de 1919, su padre y su madre, que fueron movilizados por Ejército Blanco, murieron casi simultáneamente de tifus
Trabajó en el ferrocarril hasta unirse al Ejército Rojo en 1924. En 1928 terminó la escuela de oficiales en Kiev y posteriormente cursó estudios superiores. Sirvió bajo el mando de Iona Yakir y Simón Krivoshein. Debido a la rápida expansión del Ejército Rojo antes de la guerra y las purgas militares de 1937-1938, rápidamente subió de rango. En 1938 se convirtió en comandante de la 9.º Brigada de tanques ligeros. En marzo de 1941 se convirtió en el comandante de la 28.º División de Tanques en el Distrito Militar del Báltico.

### Segunda Guerra Mundial
La invasión alemana a la URSS del 22 de junio de 1941 encuentra a Cherniajovski como jefe de la 28.º División de Tanques, en el área de Lituania. Lanzado al combate de inmediato, las acciones de Cherniajovski al frente de su división ocurrieron en la zona de Shauliai, Lituania dónde logró maniobrar y resistir a las fuerzas alemanas sin ser cercado, haciendo uso de tácticas innovadoras y a pesar de contar con material bélico poco moderno (tanques BT-7 y T-26)  y asegurar la retirada de otras unidades del Ejército Rojo. En esta época estableció una fuerte amistad con Nikolai Vatutin, quien luego sería varias veces su jefe en otros momentos. Fue parte fundamental de la defensa de Novgorod. En junio de 1942 fue ascendido a comandante del 18.º Cuerpo de Tanques que defendía Vorónezh, y solo un mes después asumió el mando del 60.º Ejército.

#### Batalla de Kursk

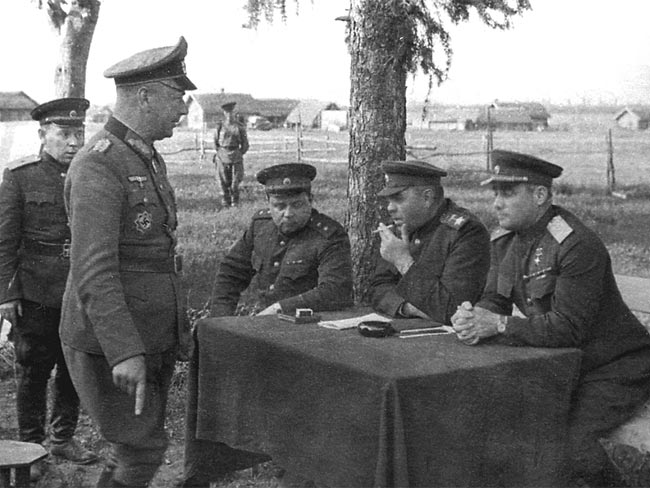
Interrogatorio público del mayor general alemán Alfons Hitter por los mariscales Aleksandr Vasilevski e Iván Cherniajovski después de la batalla de Vitebsk durante la Operación Bagration.

El 8 de febrero de 1943, elementos del 60.º Ejército de Cherniajovski  izaron una victoriosa Bandera Roja sobre la ciudad de Kursk después de un rápido avance a la ciudad desde Vorónezh, que fue retomado unas dos semanas antes.
La operación Bagration se lanzó después de un descanso de cuatro meses en las actividades debido al deshielo de primavera. Los soviéticos lanzaron su ataque el 22 de junio en cuatro frentes con 146 infantería y 43 divisiones blindadas. El Primer Frente Báltico del general Bagramyan y el tercer frente bielorruso del general Cherniajovski atacaron al norte y al sur de Vítebsk y tomaron la ciudad el 27 de junio. El ala izquierda de Cherniajovski tomó Orsha, lo que significaba que la carretera Moscú-Minsk ahora podía usarse para amenazar a los alemanes.  Al sur, el 2.º Frente Bielorruso del general Matvéi Zajárov, al norte de las Marismas de Pripet, destruyó una fuerza de 70 000 en Babruysk ese día. El ejército de Cherniajovski ahora se dirigió a Minsk. El 2 de julio sus fuerzas móviles llegaron a Stolbtsy, a 40 millas de distancia. Los tanques del general Pavel Rótmistrov entraron en Minsk el 3 de julio y 100 000 alemanes quedaron atrapados.
La ofensiva presionó a Baránavichi (8 de julio) y a Grodno (13 de julio). En el sur, Konstantín Rokossovski despejó las marismas de Pripet y tomó Pinsk y Kovel el 5 de julio. En el norte, Bagramian se dirigió a los Estados bálticos y tomó Vilna en Lituania y Daugavpils en Letonia el 13 de julio. Esto dividió al Grupo de Ejércitos Norte en dos (Prusia Oriental y los Estados Bálticos). Los soviéticos llegaron a la frontera polaca en 24 días y afirmaron haber tomado 158 000 hombres, 2000 tanques, 10 000 piezas de artillería y 57 000 vehículos motorizados. También afirmaron haber matado a 381 000 alemanes. Fue una derrota rotunda para los alemanes y Hitler despidió a Busch del comando del Grupo de Ejércitos Centro, reemplazándolo por Model. Los soviéticos habían barrido a los alemanes de Bielorrusia a mediados de julio de 1944 y presionaron su ventaja al atacar a Polonia. En el norte, los generales Cherniajovski y Zajarov se unieron para tomar Białystok el 18 de julio.

#### Detención de la resistencia antinazi polaca en Vilna

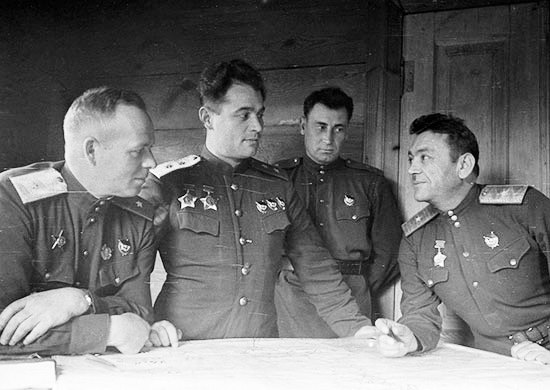
El general Iván Cherniajovski (centro) con su Estado Mayor en 1943

El 17 de julio de 1944, como parte de una operación encubierta destinada a desarmar a Armia Krajowa (AK), Cherniajovski, junto con el general Iván Serov, enviado por el NKVD, sostuvo conversaciones con los líderes de la Rama Wilno del AK. Bajo las falsas pretensiones de discutir la lucha adicional contra los nazis, los oficiales de resistencia polacos fueron invitados a una reunión informativa en la sede del Frente Popular Bielorruso. A la reunión asistieron los oficiales de resistencia polacos, el teniente coronel Aleksander Krzyżanowski, alias "Wolf", y el jefe de gabinete mayor Teodor Cetys, alias "Fama". Ambos fueron inmediatamente desarmados y arrestados.
El mismo día en el pueblo de Bogusze, se anunció una reunión similar para informar a los comandantes de otras unidades partisanas polacas en presencia de Krzyżanowski y Cherniajovski. Sin embargo, la «sesión informativa» terminó con el desarme y arresto de los oficiales polacos por el NKVD. En este período, fueron arrestados hasta 8000 combatientes de la resistencia polaca. Fueron presionados por el ejército soviético, enviados al Gulag o ejecutados.

#### En Alemania
En el verano de 1944, el general Cherniajovski presionó a los alemanes en las fronteras de su propia tierra en Prusia Oriental. Su Tercer Frente Bielorruso cruzó el río Neman, tomó Kaunas el 1 de agosto y presionó la frontera oriental de Prusia Oriental. El empuje del centro tomó Suwalki el 26 de julio y el general Iván Bagramián ocupó el cruce de Tukums en el golfo de Riga. 
Intentó tomar Königsberg con el Tercer Frente Bielorruso en la Operación Gumbinnen-Goldap a finales de octubre de 1944, pero fue rechazado en el intento. Aun así, antes de su muerte en 1945, Cherniajovski lanzó la Ofensiva de Prusia Oriental contra la dura resistencia del 3.er Ejército Panzer para intentar tomar otra vez Königsberg estando ahora en mejores condiciones para hacerlo. Formó parte del ataque a Berlín. Junto con el Segundo Frente Bielorruso del Mariscal Konstantín Rokossovski, que atacó Prusia Oriental desde el sur y luego se dirigió hacia el noroeste hacia la costa báltica alrededor de Danzig (ahora Gdansk), el Tercer Frente Bielorruso, comandado por Cherniajovski recibió la orden de atacar desde el este hacia Königsberg, a pesar de que esto significaba lanzar sus ejércitos contra las pesadas obras de defensa alemanas. Estos dos frentes reunieron así a 1.670.000 hombres con 28.360 cañones y morteros pesados y 3300 tanques.
El frente del mariscal Rokossovski se puso en contacto con las fuerzas del mariscal Zhúkov en Grudziadz (en alemán: Graudenz) y se dirigieron hacia el norte hacia Danzig para cortar Prusia Oriental. Más de 500 000 alemanes fueron atrapados en un cerco, pero muchos fueron evacuados. El 10 de febrero, Rokossovski llegó a la costa cerca de Elbing (Elbląg) y Prusia Oriental estaba bajo asedio desde el sur y el este por el Tercer Frente Bielorruso. Desde enero de 1945 hasta su muerte, se desempeñó como comandante supremo soviético de Prusia Oriental.
El 1 de febrero, Cherniajovski dividió el cerco atacando entre Elbing y Königsberg. Poco más de dos semanas después, el 18 de febrero murió al ser alcanzado por fragmentos de proyectiles del fuego de artillería mientras inspeccionaba los preparativos para una ofensiva.

## Legado

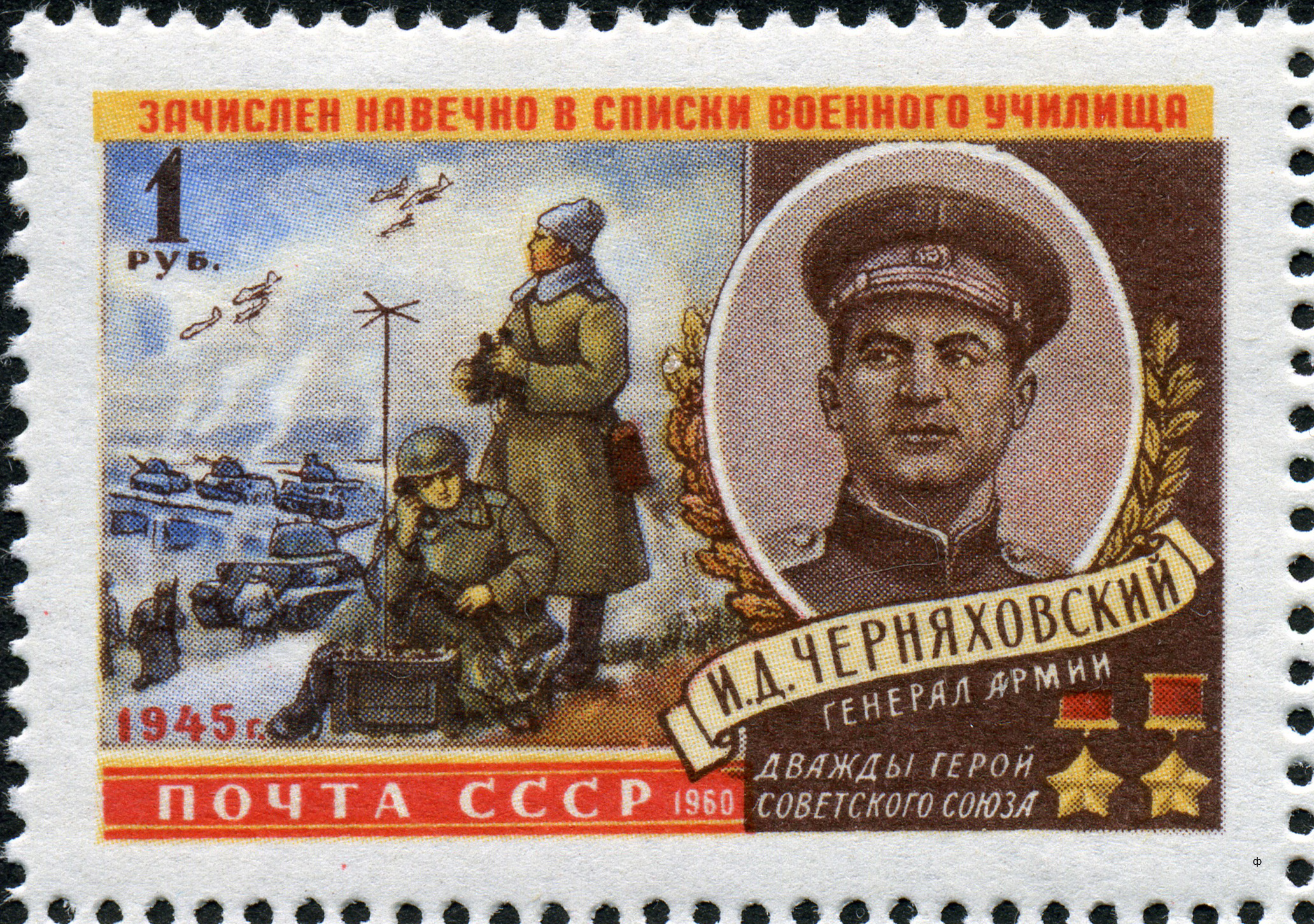
Estampilla de la Unión Soviética de 1960 con la imagen del general del ejército Ivan Chernyakhovsky y una escena de la batalla.

Cherniajovski fue enterrado en Vilna, Lituania, cerca de una plaza nombrada en su honor. Después de que Lituania declaró su independencia de la Unión Soviética en 1990 y después de la disolución de la propia Unión Soviética en 1991, los restos de Cherniajovski fueron enterrados de nuevo en el Cementerio Novodevichy, en Moscú en 1992. Un monumento a Cherniajovski, desmantelado por las autoridades de Vilna, fue reinstalado en la ciudad rusa de Vorónezh que fue defendida en el otoño de 1942 y liberada en enero de 1943 por el 60.º Ejército bajo su mando.
Después de la Segunda Guerra Mundial, cuando la Unión Soviética debido al Acuerdo de Potsdam anexó el norte de Prusia Oriental y expulsó a los alemanes, la ciudad de Insterburg pasó a llamarse Cherniajovsk en su honor.
En septiembre de 2015, una estatua de Cherniajovski erigida después de la guerra en Pieniężno, Polonia (antiguo nombre alemán: Mehlsack), cerca de donde fue asesinado, fue retirada por las autoridades locales polacas, lo que provocó protestas del gobierno ruso.

## Promociones
- Teniente primero (1936)
- Capitán (1937)
- Mayor (1938)
- Teniente coronel (1939)
- Coronel (1941)
- Mayor general (5 de mayo de 1942)

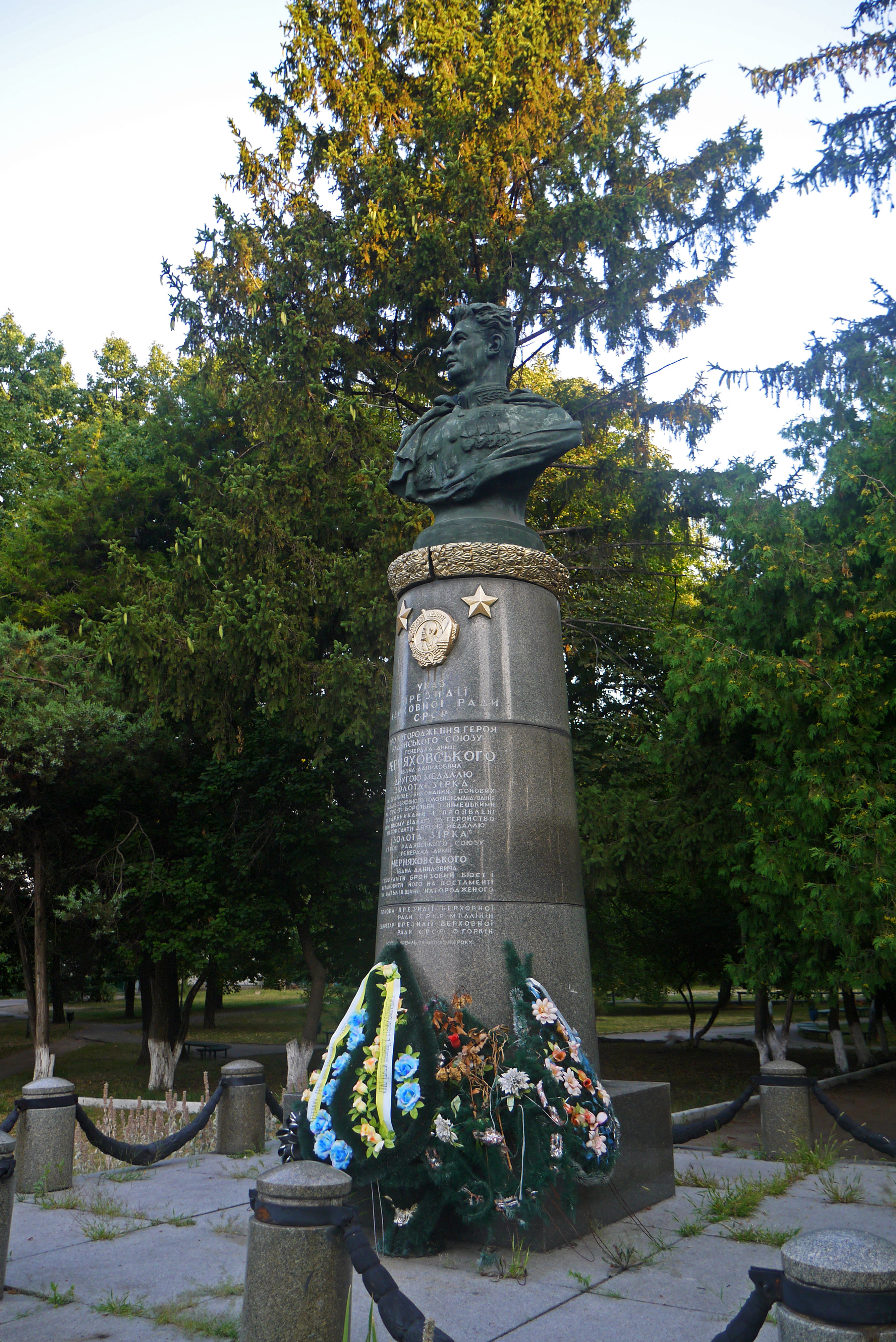
Busto en honor a Iván Cherniajovski en Uman (Ucrania)

- Teniente general (14 de febrero de 1943)
- Coronel general (marzo de 1944)
- General del ejército (26 de junio de 1944)[5]

## Condecoraciones
A lo largo de su carrera militar, Iván Cherniajovski recibió las siguientes condecoraciones:
- Héroe de la Unión Soviética, dos veces (17 de octubre de 1943 y 29 de julio de 1944)
- Orden de Lenin (17 de octubre de 1943)
- Orden de la Bandera Roja, cuatro veces (16 de enero de 1942, 3 de mayo de 1942, 4 de febrero de 1943 y 3 de noviembre de 1944)
- Orden de Suvórov de 1.er grado, dos veces (8 de febrero de 1943, 11 de septiembre de 1943)
- Orden de Kutúzov de 1.er grado (29 de mayo de 1944)
- Orden de Bogdán Jmelnitski de 1.er grado (10 de enero de 1944)